# 贝内斯莱达克斯
贝内斯莱达克斯（法語：Bénesse-lès-Dax，法語發音：[benɛs lɛ daks]，意为“達克斯附近的贝内斯”）是法国朗德省的一个市镇，属于达克斯区。

## 地理
贝内斯莱达克斯（43°38'32"N, 1°2'5"W）面积5.89 平方千米，位于法国新阿基坦大区朗德省，该省份为法国西南部沿海省份，是法國本土面积第二大的省，北起吉倫特省，西临大西洋，南至大西洋比利牛斯省，东临热尔省，东北与洛特-加龍省接壤。
与贝内斯莱达克斯接壤的市镇（或旧市镇、城区）包括：加斯、厄加斯、普永、圣庞德隆、索尼亚克和康布朗。

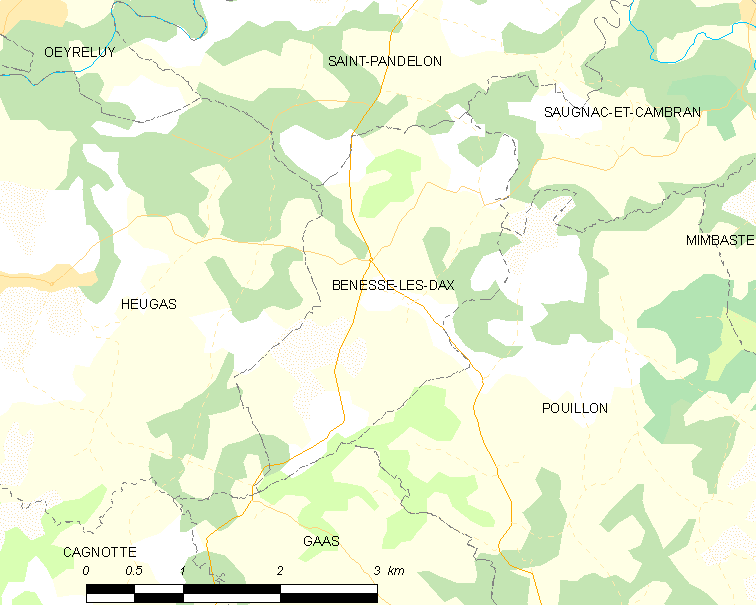
贝内斯莱达克斯的OSM定位图

贝内斯莱达克斯的时区为UTC+01:00、UTC+02:00（夏令时）。

## 行政
贝内斯莱达克斯的邮政编码为40180，INSEE市镇编码为40035。

## 政治
贝内斯莱达克斯所属的省级选区为达克斯第二县。

## 人口

1962-2008年间贝内斯莱达克斯人口变化图示

贝内斯莱达克斯于2022年1月1日时的人口数量为582人。